# Yvon Collin
Yvon Collin (ur. 10 kwietnia 1944 w Montauban) – francuski polityk i samorządowiec, wieloletni senator, w latach 1988–1989 przewodniczący Lewicowej Partii Radykalnej.

## Życiorys
Pracował zawodowo jako dyrektor przedsiębiorstw. Zaangażował się w działalność polityczną w ramach Lewicowej Partii Radykalnej. Zasiadał w ciałach doradczych i radach różnych publicznych instytucji finansowych. W 1988 po raz pierwszy wybrany do Senatu z okręgu Tarn i Garonna, uzyskiwał reelekcję w 1995, 2004 i 2014. W latach 1988–1989 pozostawał przewodniczącym partii. Od 1989 do 2008 był merem Caussade, zajmował też stanowisko zastępcy mera Montauban i radnego departamentu Tarn i Garonna. W latach 2008–2011 kierował parlamentarną frakcją RDSE, zrzeszającą polityków historycznych partii radykalnych. W 2012 poparł kandydaturę Martine Aubry wbrew stanowisku partii, a w 2017 Emmanuela Macrona w prawyborach prezydenckich w ramach Partii Socjalistycznej.
W 2015 został wykluczony ze swojej partii, pozbawiono go także immunitetu. Miało to związek z zarzutami o korupcję i nieprawidłowości finansowe przy kampaniach wyborczych. We wrześniu 2015 został aresztowany. W 2017 skazano go nieprawomocnie na karę dwóch lat więzienia w zawieszeniu na rok i grzywnę, wyrok ten w 2019 podtrzymano w apelacji.